# タンパベイ・レイズ
タンパベイ・レイズ（英語: Tampa Bay Rays、略称: TB）は、メジャーリーグベースボール（以下、MLB）アメリカンリーグ東地区所属のプロ野球チーム。

## 概要
球団創設は1998年。アリゾナ・ダイヤモンドバックスと共に、球団拡張（エクスパンション）の一環として「タンパベイ・デビルレイズ（Tampa Bay Devil Rays）」として誕生した。この「デビルレイズ」という愛称は、タンパ湾に多く棲息するイトマキエイに由来する。2008年に愛称から「Devil」の文字を取り、「タンパベイ・レイズ」と改称された。球団シンボルは、同じく「Ray」だが、これまで同様エイとともに光線も意味するものに変わった。
デビルレイズ時代の10年間の通算成績は645勝972敗（勝率.399）で、2004年の地区4位以外は球団創設以来全てのシーズンで地区最下位だった。勝ち越したシーズンすら一度もなく、シーズン70勝に達したのも2004年のみだった（同時期に創設されたアリゾナ・ダイヤモンドバックスは創設翌年に地区優勝を果たし、2001年にはワールドチャンピオンにも輝いている）。
2008年、球団創設11年目で初の地区優勝とリーグ優勝を達成、当時在籍していた岩村明憲も優勝に大きく貢献した。ワールドシリーズに進出しアメリカで「レイズ旋風」を巻き起こす大躍進を遂げた。
観客動員数はデビルレイズ時代の長期にわたる成績低迷により、2000年以降の観客動員総数、1試合平均観客数はともにアメリカンリーグの中でワーストを継続するなど、伸び悩んだ（これは本拠地近くのタンパでニューヨーク・ヤンキースが2月からスプリングトレーニングを行っているため、ヤンキースファンが多いことも影響しているといわれる）。しかしリーグ優勝を果たした2008年には観客動員数を大幅に伸ばしている（前年の140万人弱から180万人）。
球団名がデビルレイズの時期、チームはいわゆる「万年最下位」の状態であり、長く低迷期が続いていたが、幸いにも完全ウェーバー制を採用しているMLBドラフトでは毎年の様に将来有望な若手選手を優先的に獲得することが出来た。そのため、カール・クロフォード（2011年からボストン・レッドソックス）、ロッコ・バルデッリ（2009年からボストン・レッドソックス）、B.J.アップトン（2013年からアトランタ・ブレーブス）、デルモン・ヤング（2008年からミネソタ・ツインズ）、エバン・ロンゴリア、デビッド・プライスといった有望選手を次々と上位指名し、いずれもチームの中心選手として成長している。また他にもドラフト上位選手ながら、他球団では芽が出ず、出場機会を求めてレイズに移籍する選手も多い。反面、目先の選手補強にこだわり、将来有望な若手選手を他球団に放出、MLBで中堅クラスの選手やピークを過ぎたベテラン選手を獲得するケースも少なくなかった。
2004年にチームは、MLB機構が2000年のニューヨーク・メッツ対シカゴ・カブス開幕戦を日本で開催して以来、日本で2度目となる開幕戦に参加した。日本でのMLB開幕戦に参加した1つの要因として、デビルレイズ名を日本のMLBファンにも認知してもらいたいと言う球団の目論みが有った。開幕2連戦の対戦相手はニューヨーク・ヤンキースで、松井秀喜の日本凱旋試合となった。試合は東京ドームで行われ、開幕試合は8対3で勝利。2試合目は1対12の敗戦であった。

## 球団の歴史

### 球団創設前
フロリダ州西海岸のセントピーターズバーグやタンパは、1年を通じて穏やかで温暖な気候なため、古くからMLBチームのスプリングトレーニングの地として知られている。まず、1913年にシカゴ・カブスがタンパにキャンプ地を移したといわれ、1922年にはボストン・ブレーブスもセントピーターズバーグでキャンプを行うようになった。以来、多くの球団が両都市をキャンプ地として選び、地元に多くの野球ファンを生み出すこととなる。MLBのキャンプ地があるのはフロリダ州とアリゾナ州のみであり、フロリダ州には17球団がキャンプ地を構え、グレープフルーツリーグと呼ばれるオープン戦が行われている。
その後、地元にはフロリダ・ステートリーグと呼ばれるマイナーリーグチームも存在していたが、1980年代に入ると、MLBチームを誘致しようとする動きが活発となる。1990年にはドーム球場であるフロリダ・サンコースト・ドーム（現在のトロピカーナ・フィールド）が開場した。この頃、MLB機構は球団拡張の計画に付いて1993年シーズンに実行する予定があることを発表した。この計画を受け、地元にMLBチームが誕生することが期待されたが、結局はデンバー（コロラド・ロッキーズ）とマイアミ（フロリダ・マーリンズ）にフランチャイズ権が与えられた。1992年には、サンフランシスコ・ジャイアンツのオーナーだったボブ・ルーリが、マイク・ピアッツァの父親であるビンス・ピアッツァらが代表を務めていたフロリダに拠点を構えていた投資家グループに球団を売却し、地元セントピーターズバーグに本拠地を移す計画を立てた。しかし、この計画もMLB機構やサンフランシスコ住民の反対によって実施されなかった。
1995年、MLB機構は再び球団拡張を実行することに決定した。フランチャイズ権がフェニックス（アリゾナ・ダイヤモンドバックス）と共にセントピーターズバーグにも与えられ、MLBチームが誕生することになった。これによって新球団の設営が急がれることに成り、チャック・ラマーが球団社長兼GMに就任。球団名は「タンパベイ・デビルレイズ」に決定した。これに伴いフロリダ・サンコースト・ドームも野球専用球場に改修され、それまで同球場を本拠地としていたNHLのタンパベイ・ライトニングやAFLのタンパベイ・ストームもそれぞれ本拠地を移した。1997年には球場名もネーミングライツを獲得したトロピカーナ社によってトロピカーナ・フィールドに変更。同年には名投手コーチとして知られているラリー・ロスチャイルドが初代監督に任命され、同年のエクスパンション・ドラフトによって35人の選手を獲得した。

### 長期低迷のデビルレイズ時代
1998年3月31日、本拠地トロピカーナフィールドにおいて、対戦相手にデトロイト・タイガースを迎え、チーム初試合を行った。開幕投手は左腕ウィルソン・アルバレスが務め、ウェイド・ボッグスがチーム初本塁打を放つなどの活躍を見せたが、試合は6対11で敗れた。この時のデトロイト・タイガースは同じく左腕のジャスティン・トンプソンだった。しかし、翌日の試合で初勝利を挙げると、そのまま白星を重ね、19試合を終えた時点で11勝8敗のスタートを切った。しかし、地力の差が出始めたのか、シーズン中盤になると負けが込むようになり、6月30日からは泥沼の11連敗。その後は最下位でシーズンを過ごし、最終的に首位ニューヨーク・ヤンキースと51ゲーム差の63勝99敗でシーズンを終えた。そしてこれ以降、2003年まで6年連続で最下位のシーズンが続くことになる。
1999年にはホセ・カンセコが加入し、34本塁打、95打点を記録した。また、シーズン途中の8月7日には、本拠地トロピカーナ・フィールドで、ボッグスが通算3000本安打を本塁打で記録した。ボッグスは同年限りで引退を表明し、2005年には野球殿堂入り、引退の翌年には背番号である「12」がチームの永久欠番に指定された。またこの年、35歳の高齢でメジャーの入団テストを受け、2年間デビルレイズに所属したジム・モリスの活躍は、後年「オールド・ルーキー」（The Oldest Rookie）というタイトルで映画化されている。

#### 2000年代
2000年には打線の迫力不足を解消するために、ビニー・カスティーヤ、グレッグ・ボーンを獲得した。これで、カンセコ、カスティーヤ、ボーン、フレッド・マグリフというシーズン35本塁打以上を記録したことのある選手4人が揃ったことから、強力打線を売りにして最下位からの脱却を図った。しかし、マグリフが及第点の成績を残した以外はいずれの選手も故障や不振などで期待を大きく裏切り、チームは69勝92敗で3年連続の最下位に終わった。
2001年は開幕から4勝10敗という成績不振により、4月18日に球団はロスチャイルド監督を解任。後任にはベンチコーチだったハル・マクレーがそのまま監督に就任した。この頃にはランディ・ウィン、オーブリー・ハフといった若手選手が台頭し始め、2002年には弱冠20歳のカール・クロフォードがメジャーデビューを果たした。しかし、チームの勝利にはつながらず、2001年は62勝100敗を記録した。
2002年には球団史上ワースト記録となる14連敗を喫するなど、球団史上ワーストとなる55勝106敗を記録し、マクレー監督もこの年限りで解任された。
2003年には前年までシアトル・マリナーズを率いていたルー・ピネラが監督に就任した。この年も最下位だったが、同年にはロッコ・バルデッリがメジャーデビューし、新人王投票で3位にはいる活躍を見せた。また、クロフォードが55盗塁を記録し、球団初の個人タイトルとなる盗塁王を獲得している。
2004年は70勝91敗ながら球団新記録となる12連勝などもあり、地区4位でシーズンを終え、球団史上初めて最下位を脱出した。同年にはB.J.アップトンが19歳という球団史上最年少でメジャーデビューを果たしている。シーズン途中には開幕投手を務めたビクター・ザンブラーノらとニューヨーク・メッツのスコット・カズミアーとのトレードを行い、カズミアーはシーズン終盤にメジャーデビューを果たした。
2005年は実質1年目のカズミアーが10勝9敗、防御率3.77、174奪三振とエース級の働きを見せた。また、この年には野茂英雄も在籍し、NPB/MLB通算200勝を達成している。しかしチームとしては67勝95敗で再び最下位に沈み、ピネラ監督も4年契約の1年を残したまま辞任した。この年のMLBドラフト4巡目でジェレミー・ヘリクソンを指名している。
2006年には、経営陣・GM・首脳陣の大幅な入れ替えを断行。GM兼副社長には、元エリートの銀行マンで28歳のアンドリュー・フリードマン、監督には前年までロサンゼルス・エンゼルスでベンチコーチを務め、監督であったマイク・ソーシアの参謀役として2002年のワールドシリーズ優勝に貢献したジョー・マドンが就任した。しかし、球団創設以来の弱点である投手陣の弱さは致命的で、開幕から最下位が続き、61勝101敗と4年ぶりの100敗シーズンとなった。この年はホームでは41勝40敗と勝ち越したが、アウェイでは20勝61敗と大きく負け越した（アウェイの成績は1961年以降ではMLBワーストの成績だったが、2010年のピッツバーグ・パイレーツが更新した）。
2007年には、ポスティングで東京ヤクルトスワローズから岩村明憲が加入し、ボストン・レッドソックスから加入したカルロス・ペーニャが46本塁打・121打点と大爆発し、本塁打・打点・四球・出塁率・長打率の球団記録を塗り替えた。他にもクロフォードがMLB史上7人目となる5年連続での打率上昇（250打席以上）を記録。チームとしては5月初めまでは地区2位に食い込む健闘を見せたが、7月に大きく負け越し、最終的に66勝96敗で最下位に終わった。原因はやはり投手陣で、防御率・失点などの数字で軒並みリーグワーストを記録。特に先発以降は壊滅状態で、リリーフ陣の防御率6.16という成績は、過去50年間でMLBワーストであった。しかし、カズミアーが3年連続二桁勝利となる13勝と239奪三振で最多奪三振を獲得、ジェームズ・シールズがメジャー2年目にして12勝を挙げるなど若手先発投手が成長したシーズンでもあった。

### タンパベイ・レイズ時代

#### レイズ旋風
2007年11月に球団名を「タンパベイ・レイズ」に変更するとの発表がなされた。これに伴い、球団イメージもこれまでのエイ（Devil ray）から、光線（Ray）に変更され、ユニフォームやロゴも一新、チームカラーはこれまでの緑と白からネイビーと薄い青色に変更された。「Ray」は地元フロリダ湾に多数生息するエイの意味も併せ持つため、ユニフォームの左袖にはこれまで通りエイの図柄が残っている。なお、前チームカラーの緑は地元名産のグレープフルーツの葉の緑を表していた。これはトロピカーナフィールドのネーミングライツを持つ、トロピカーナ社を意識したものと言われる。
新しいチーム名を発表したスチュアート・スターンバーグオーナーは「（名称やチームカラーなどの変更は）新たなレベルと成功を目指すチームを後押しするはずだ」と述べ、新ユニフォームを披露したクロフォードは「ここからスタートを切るような、初めて学校に行くときのような、すがすがしい気分だ。『気持ちがプレーに出る』と言うから、いいプレーができればいいんだが」と低迷を続けるチームからの脱却を誓っている。しかし、この新作ユニフォームに対する周囲からの評判は、今一つである。また、2012年開場を目指し新本拠地の建設計画も発表されていた (2021年現在も計画中)（en:Rays Ballpark）。
しかし、チームは球団名から「デビル（悪魔）」を取った途端に別人のような姿を見せた。その要因として、前年軒並みにワースト記録を更新していた投手陣がこの1年で完全に好転（前年のチーム防御率5.53→3.82）した。特に先発陣はエース格のカズミアーやシールズだけでなく、前年デビューのアンディ・ソナンスタイン、長年期待されながら殻を破れなかったエドウィン・ジャクソン、新加入のマット・ガーザが揃ってブレークし、先発陣5人全員が10勝以上を成し遂げる好成績を残した。
それだけでなくJ.P.ハウエルやグラント・バルフォア、ダン・ウィーラーなどのリリーフ陣も成績が大きく向上した結果、従来からは考えられないほど接戦に強くなり、1点差や2点差で勝利をものにする試合が格段に増えた。
野手陣は岩村明憲とジェイソン・バートレットの新二遊間コンビに象徴される強固な守備力で投手を助けた。打撃面では前年の打撃力の中心を担ったアップトンやペーニャが前年程の結果を残せず、後半戦にクロフォードの戦線離脱で低調になったが、リードオフマン岩村の安定した活躍や、彼の代わりに三塁に入った新人エバン・ロンゴリアが本塁打を量産し新人王を獲得した。
他はウィリー・アイバーやゲイブ・グロス、エリック・ヒンスキーなど、レギュラー・準レギュラーの垣根を越えた選手達の活躍で乗り切った。そのため、レイズは非常に選手の日替わり起用が多く、ペーニャもそのことについて語っている。また、8月にロンゴリアは骨折で約2ヶ月間という長期離脱を強いられるも、ペーニャが復調し、前年通り主砲の役目を果たしたため、痛手は最小限となった。
投手陣と堅実な守備になった野手陣の「守りの野球」で開幕から好調を保ち、近年毎度のようにニューヨーク・ヤンキースとボストン・レッドソックスが優勝争いをしていた、MLBで最もハイレベルな地区と言われるア・リーグ東地区で前年覇者のレッドソックスと首位争いを展開した。春先は前年までのこともあって「春の珍事」・「勢いだけ」・「いつか落ちるだろう」などとレイズの突然の快進撃について周囲からは冷ややかな反応が多かったが、その後もそういった声をあざ笑うかのように着実にレイズは白星を積み重ねていった。7月の球宴直前に今季ワーストとなる7連敗を喫して一度首位から陥落すると、「レイズもここまでか」と思われたが、球宴明けからの後半戦に入ると再び勢いを取り戻し首位を奪還。一時は2位レッドソックスに最大で5.5ゲーム差をつけるなど、着実に首位を快走していた。
しかし、9月に入って初優勝への重圧がかかり始めたのか、負けが込み始めた。そこへ前年覇者のレッドソックスが9月中旬には0.5ゲーム差、下旬にはゲーム差なしまで肉薄してきたが、直接対決ではいずれも2勝1敗と勝ち越して首位陥落を阻止し続けた。9月20日に球団創設11年目で初となるプレーオフ出場の切符を手にすると、地区優勝までM1で迎えた9月26日、試合はデトロイト・タイガースに敗れたものの、2位のレッドソックスがヤンキースに敗れたため、遂に球団創設11年目で初の地区優勝を飾った。最終的に、これまでのチーム最多勝である2004年の70勝から27勝も多い97勝65敗 勝率.599でシーズンを終え、球団新記録を樹立した。
アメリカンリーグディビジョンシリーズ(ALDS)ではシカゴ・ホワイトソックスと対戦。投手を中心とした守りの野球をシーズン通り忠実に行い、3勝1敗で突破。
アメリカンリーグチャンピオンシップシリーズ(ALCS)では同地区で優勝争いを展開したレッドソックスと対戦。アップトンとロンゴリアが本塁打を量産するなど打線が爆発し、4戦で3勝1敗と善戦していた。しかし、勝てば初のワールドシリーズ進出となった第5戦、7回2死まで7点をリードしながらその後に一気に8点を失い、悪夢の逆転サヨナラ負けを喫した。続く6戦もホームに戻ったものの、敗れて逆王手と追い詰められる。しかし、第7戦では3-1でレッドソックスを振り切り、球団創設初の地区優勝に加え、アメリカンリーグ優勝を成し遂げた。最高殊勲選手賞にはシリーズ2勝のマット・ガーザが選ばれた。
球団創設11年目にして初のワールドシリーズは15年ぶりにナ・リーグを制したフィラデルフィア・フィリーズと対戦することになった。ホームでの第1戦を落としたが、第2戦を勝利し、1勝1敗とタイにして敵地シチズンズ・バンク・パークに乗り込んだ。しかし、敵地での初戦となった第3戦にサヨナラ負けを喫し、第4戦では天候不良の影響もあってワールドシリーズ史上初となるサスペンデッドゲームとなった第5戦も敗れ、敵地では3連敗を喫し、結果1勝4敗で敗れた。
オフにはロンゴリアが球団史上初となる新人王を受賞した。
2009年は主力の不調で3位に終わる。

#### 2010年代
2010年はオーナーが年俸増額を承認し、2008年のリーグ制覇のメンバーがいる最後のシーズンということもあり、多くの主力をトレードまたはFAで格安補強に成功。8月2日にはヘリクソンがメジャーデビューを果たした。トレードで獲得したラファエル・ソリアーノが球団史上初の最多セーブを獲得。そこから一気に2位に落ちることなく2年ぶりの地区優勝を飾った。しかし、ALDSでテキサス・レンジャーズと対戦。お互い譲らないまま最終5戦目までもつれ込むもクリフ・リーらを擁する強力投手陣にホームで痛恨の全敗に終わり、リーグ優勝を逃した。
2011年は主力を放出し我慢のシーズンになり、一部メディアでは最下位に終わる予想もあったが、若くフレッシュな投手陣が大健闘した。終盤にレッドソックスが一気に失速し、ワイルドカード争いはシーズン最終戦までもつれた。9月28日の最終戦、一時は7対0でリードされていたが、そこから驚異的な逆転でワイルドカードを獲得し、プレーオフ進出。しかし、ALDSでは前年と同じレンジャーズと対戦するも今度は逆に粘れず前年の返り討ちを喰らい、シーズンを終えた。しかし、この年はドラフトで主力放出の保証で得た1巡目指名権を使い、12人指名し全員が入団した。オフの10月21日にヘリクソンが球団史上2人目となる新人王を受賞した。
2012年は地区3位に終わる。フェルナンド・ロドニーが76試合・48セーブ（球団記録）・防御率0.60という驚異的な成績を残した。オフには生え抜きエースのジェームズ・シールズらをトレードで放出した。
2013年はワンゲームプレーオフとワイルドカードゲームを制して2年ぶりにポストシーズンへ進んだ。ALDSでは2008年のALCSで対戦したレッドソックスと対戦したが、1勝3敗でALCS進出を逃した。オフにはウィル・マイヤーズが球団史上3人目となる新人王を受賞した。
2014年は3年目のクリス・アーチャーがエースとしてブレイクしたが、7年ぶりに負け越しに転じた。
2015年は3年目の中堅手ケビン・キアマイアーが守備防御点 +42という、全ポジションで歴代最高となる守備力でブレイク。5年目のブラッド・ボックスバーガーが最多セーブとなる41セーブを記録。
2016年は開幕前の3月22日にキューバ共和国ハバナで野球キューバ代表と親善試合を行った。夏のトレード期限までにマット・ムーア、ブランドン・ガイヤーをトレードで放出した。5年目のアレックス・コロメが37セーブ・防御率1.91でブレイク。しかし、チームとしては94敗を喫してデビルレイズ時代の2007年以来9年ぶり、レイズになってからは初の地区最下位となった。
2017年の夏のトレード期限までにドラフト全体1位指名で伸び悩んだティム・ベッカムを放出した。9月24日にルーカス・ドゥーダが本塁打を記録し、これが球団シーズン217号本塁打となり、球団新記録となった。アレックス・コロメが最多セーブとなる47セーブを記録。オフには、生え抜きで10年間プレーし、通算打撃部門で多数の球団記録を持つロンゴリアをトレードで放出した。
2018年はオフに投手・野手ともに主力が抜け、低迷すると予想されていた。しかし、5月19日に初めて採用し主戦術になったオープナーがうまくいったことや、この年のサイ・ヤング賞を獲得したブレイク・スネルの活躍などにより、最終成績を90勝72敗と大きく勝ち越し、勝率はリーグ3位だった。地区では上位2チームがそれ以上の成績を残したため、地区3位だった。
2019年は96勝66敗、勝率.593のワイルドカード2位で、6年ぶりにポストシーズン進出を果たした。ワイルドカードゲームには勝利したが、ALDSで敗退。オフには日本時間12月17日に横浜DeNAベイスターズから筒香嘉智を獲得したことを発表。

#### 2020年代
2020年はCOVID-19の影響で60試合の短縮シーズンに。チームは8月に勝率.750と好調を見せ、最終的に40勝20敗で10年ぶりの地区優勝を果たす。勝率.667はリーグ最高勝率だった。
ポストシーズンではワイルドカードシリーズ2連勝でトロント・ブルージェイズを下すと、ALDSではニューヨーク・ヤンキースを3勝2敗で破り12年ぶりのリーグ優勝決定シリーズ進出。ALCSは前年に続きヒューストン・アストロズとの対戦となった。2連敗スタートとなった昨年とは違い初戦から一気に3連勝するも、その後はアストロズの猛反撃に遭って3連敗を喫したが、最後の第7戦で振り切って12年ぶり2回目のリーグ優勝を納めた。シリーズMVPにはランディ・アロサレーナが新人野手として史上初めて選出された。ちなみに、過去に3連勝後に3連敗したケースは2004年のALCSでの対戦しかなく、この時は3連敗を喫していたニューヨーク・ヤンキースがボストン・レッドソックスに4連敗目を喫して敗退したMLB史上初のケースとなったが、今回の3連敗を喫したチームが最終戦で4勝目を飾って勝ち抜けたケースもMLB史上初のケースとなった。ロサンゼルス・ドジャースとのワールドシリーズは両チーム初の顔合わせの対戦となった。1勝2敗で迎えた第4戦に、後1球で王手をかけられる状況まで追い詰められながら、逆転サヨナラ勝ちで対戦成績を2勝2敗のタイに戻す粘りを見せたが、第5戦と第6戦を続けて落とし2勝4敗で敗れたため、初のワールドシリーズ優勝はならなかった。
オフにはモートンがFAとなった。また、2018年にサイ・ヤング賞を受賞したエースのスネルをトレードでサンディエゴ・パドレスへ放出した。全米野球記者協会からキャッシュが最優秀監督賞を受賞した。12月18日にメッツからFAとなっていたマイケル・ワカと単年契約を結んだ。
2021年はシーズン開幕前の2月9日にパイレーツからFAとなっていたアーチャーを単年契約で3年ぶりに復帰させた。2月17日にツインズからFAとなっていたリッチ・ヒルを単年契約で獲得した。2月22日にレッドソックスからFAとなっていたコリン・マクヒューを単年契約で獲得した。
シーズンでは筒香をDFAとし、遊撃手のウィリー・アダメスをミルウォーキー・ブルワーズへトレードで放出した。一方でトッププロスペクトだったワンダー・フランコが6月22日にメジャーデビューを果たした。7月22日にツインズとのトレードでジョー・ライアン、ドリュー・ストロットマンを放出し、ネルソン・クルーズとカルビン・ファウチャーを獲得した。7月23日にメッツとのトレードでヒルを放出し、マット・ダイアーとハンターを獲得した。8月16日にデビッド・ロバートソンと契約を結んだ。
スネルやモートンが抜けグラスノーがトミー・ジョン手術で長期離脱したが、若手投手陣やアロサレーナ、フランコのブレイクもあり、2年連続で地区優勝及び球団初のシーズン100勝も達成した。
しかしポストシーズンでは、ワイルドカードゲームを勝ち進んできたレッドソックスとのALDSで1勝3敗で敗れて、敗退した。
オフの11月3日にチームからアーチャー、クルーズ、ハンター、マクヒュー、ロバートソン、ロー、ワカがFAとなった。11月15日に全米野球記者協会からアロサレーナが球団史上4人目となる新人王を受賞した。11月16日には全米野球記者協会からキャッシュが2年連続2度目となる最優秀監督賞を受賞した。11月27日にフランコと11年総額1億8200万ドルで契約を延長した。
本拠地球場のトロピカーナ・フィールドが2024年10月のハリケーン・ミルトンによって破壊されたため、2025年はジョージ・M・スタインブレナー・フィールドが暫定本拠地となる。

## 応援スタイル
地元トロピカーナ・フィールドでは、カウベルを鳴らしてレイズを応援することが恒例となっている。日本では鳴り物で応援することが多いが、MLBでは基本的に鳴り物での応援は行わないため、珍しいことである。カウベルによる応援はオーナーのスターンバーグが、TV番組「サタデー・ナイト・ライブ」から得たアイデアで、球場でもカウベルを販売しており、ほとんどの地元ファンがカウベルを持って試合観戦を行っている。レイズのチャンス等ではファンがカウベルを鳴らし、ドーム球場ということもあってカウベルの音が球場中に響き渡り、独特の雰囲気を醸し出している。
また、2008年シーズンには選手やファンの間でモヒカンスタイルが流行している。発端となったのは岩村明憲といわれ、好調を維持していたソフトモヒカンの岩村をあやかって他の選手が真似をし、真似した選手も調子を上げたことから、半数以上の選手がモヒカンとなった。果てはマドン監督までもモヒカンにし、ファンの間にもモヒカンスタイルが浸透、チームの快進撃とともに選手やファン、老若男女問わずモヒカンにする人が相次いだ。

## 選手名鑑

### アメリカ野球殿堂表彰者
- ウェイド・ボッグス (Wade Boggs)
- フレッド・マグリフ (Fred McGriff)

### 永久欠番
| 番号 | 選手                                    | ポジション | 備考                 |
| ---- | --------------------------------------- | ---------- | -------------------- |
| 12   | ウェイド・ボッグス（Wade Boggs）        | 三塁手     | 2000年指定           |
| 42   | ジャッキー・ロビンソン(Jackie Robinson) | 二塁手     | 全球団共通の永久欠番 |
| 66   | ドン・ジマー（Don Zimmer）              | コーチ     | 2015年指定           |

意図的に使用されていない番号
- 3 - エバン・ロンゴリア

### 歴代所属日本人選手
- 11 野茂英雄（2005年）
- 1 岩村明憲（2007年 - 2009年）
- 35 松井秀喜（2012年）
- 25 筒香嘉智（2020年 - 2021年）

## レイズ野球殿堂
2023年に設立され、3人が殿堂入りを果たしている。

### 殿堂入り表彰者
- ドン・ジマー（2023年）
- ウェイド・ボッグス（2023年）
- カール・クロフォード（2023年）

## 傘下マイナーチーム
| クラス | チーム                                                             | 参加リーグ                                            | 提携   | 本拠地                                                                   |
| ------ | ------------------------------------------------------------------ | ----------------------------------------------------- | ------ | ------------------------------------------------------------------------ |
| AAA    | ダーラム・ブルズ Durham Bulls                                      | インターナショナルリーグ International League         | 1998年 | ノースカロライナ州ダーラム ダーラム・ブルズ・アスレチック・パーク        |
| AA     | モンゴメリー・ビスケッツ Montgomery Biscuits                       | サザンリーグ Southern League                          | 1999年 | アラバマ州モンゴメリー モンゴメリー・リバーウォーク・スタジアム          |
| High-A | ボーリンググリーン・ホットロッズ Bowling Green Hot Rods            | サウス・アトランティックリーグ South Atlantic League  | 2007年 | ケンタッキー州ボーリンググリーン ボーリンググリーン・ボールパーク        |
| Low-A  | チャールストン・リバードッグス Charleston RiverDogs                | カロライナ・リーグ Carolina League                    | 2007年 | サウスカロライナ州チャールストン ジョセフ・P・ライリー・ジュニア・パーク |
| Rookie | フロリダ・コンプレックスリーグ・レイズ Florida Complex League Rays | フロリダ・コンプレックスリーグ Florida Complex League | 1991年 | フロリダ州ポートシャーロット シャーロット・スポーツ・パーク              |
| Rookie | ドミニカン・サマーリーグ・レイズ Dominican Summer League Rays      | ドミニカン・サマーリーグ Dominican Summer League      | 2007年 | ドミニカ共和国 レイズ・コンプレックス                                    |